# پیکان طلایی (فیلم ۱۹۶۲)
پیکان طلایی (به ایتالیایی: L'Arciere delle Mille e Una Notte " کماندار هزار و یک شب») یک فیلم پِپلومه ایتالیایی به کارگردانی آنتونیو مارگریتی است.

## خلاصه داستان
حکومت دمشق تحت ظالم شدید بختیار اداره می‌شود، که پس از ازدواج دخترش جمیله مجبور به ترک تاج و تخت خود خواهد شد. همان‌طور که جمیله عاشق حسن مرموز می‌شود، بختیار از هر لحاظ سعی می‌کند مانع ازدواج آنها شود.

## بازیگران
- تب هانتر در نقش حسن
- روسانا پودستا در نقش جامیلا
- ماریو فلیچانی در نقش ستمگر بختیار
- اومبرتو ملناتی در نقش جن لاغر
- جوستینو دورانو در نقش جن غایب
- خوزه هاسپ در نقش سابرات
- رناتو بالدینی در نقش شاهزاده بصره
- دومینیک بوشرو در نقش ملکه دره راکی
- گلوریا میلاند
- فرانکو اسکاندورا